# 인터피디아
인터피디아(영어: Interpedia)란 사람들이 모든 인터넷 페이지의 중요 카탈로그에 글을 쓰고 제출함으로써 공헌하게 하는, 최초로 제안된 인터넷 백과사전(온라인 백과사전)들 가운데 하나이다.

## 역사
인터피디아(Interpedia)는 최초의 인터넷 백과사전으로 인터넷 검색게임 사이트인 인터넷 헌트를 주관했던 릭 게이츠(Rick Gates)가 1993년 10월 25일 사용한 합성 용어이다. 그는 인터넷 백과사전이라는 이름을 짓고 공공 접근 컴퓨터 시스템 포럼(PACS-L, Public-Access Computer Systems Forum) 전자이메일 목록(Listserv)을 만들었다,

## 같이 보기
- 온라인 백과사전